# 만수사
만수사(萬壽祠)는 대한민국 전라남도 장흥군 장동면 만년리에 있는 사당이다. 1984년 2월 29일 전라남도의 문화재자료 제71호로 지정되었다.

## 개요
고려시대의 유학자 안향(1243∼1306)을 기리기 위해 그의 후손들이 1946년부터 1951년까지 지은 사당이다. 안원형·안면·안정생·주세붕·안중목을 배향하였으며 안중근 의사를 배향한 해동사를 별도로 마련하여 놓았다.
안향은 고려시대 유학자로 고려 원종 1년(1260)에 문과에 합격한 후 교서당, 국자사업, 도첨의중찬 등 많은 벼슬을 지냈으며, 후진양성과 유학을 확립하는데 힘썼다. 안원형은 밀직사, 평장사 등을 지낸 인물이며 안면은 사간원정언, 정당문학 등을 지냈고 안정생은 직제학을 지낸 인물이다.
만수사, 내삼문, 강당, 외삼문, 해동사 등이 있는데 만수사는 앞면 3칸·옆면 3칸 규모의 건물로, 지붕은 옆면에서 볼 때 여덟 팔(八)자 모양을 한 팔작지붕이다. 내삼문 경모문은 3칸이며 외삼문은 3칸, 직사는 5칸이다. 강당인 여경재는 1925년 지은 건물로 5칸 규모를 갖추고 있다. ‘해동명월’이란 글씨가 걸린 해동사는 안중근을 배향하는 사당인데 현판 글씨는 전 이승만 대통령이 썼다고 전한다.

## 같이 보기
- 장흥 해동사 - 전라남도 문화재자료 제291호

## 참고 문헌
- 만수사 - 국가유산청 국가유산포털